# 我的最爱 (歌曲)
我的最爱是1959年罗杰斯与汉默斯坦创作的音乐剧《音乐之声》中的插曲。
在最初的百老汇制作中，这首歌由饰演玛利亚的玛丽·马丁和饰演阿布斯修女的帕特里夏`纽威演唱。朱莉·安德鲁斯在1965年的电影版中饰演玛丽亚，并曾在1961年《加里·摩尔秀》的圣诞节特集中演唱过这首歌。